# A.F.Th. van der Heijden
Adrianus Franciscus Theodorus (Adri) van der Heijden (Geldrop, 15 oktober 1951) is een Nederlandse schrijver. Hij begon te publiceren onder de naam Patrizio Canaponi en publiceerde ook onder zijn initialen, als A.F.Th..

## Algemeen
Van der Heijden is een schrijver van autobiografische verhalen en romans. In zijn werk is het eigen leven van de schrijver te herkennen. Dit maakt dat het gehele oeuvre met elkaar verbonden is. Dat wil echter niet zeggen dat gebeurtenissen en personen in zijn werk een getrouwe afspiegeling zijn van zijn eigen leven: hij gebruikt deze vrij, om ze te combineren met fictie, filosofische uitweidingen en een treffende sfeertekening van de Nederlandse sociale en culturele geschiedenis vanaf de jaren vijftig.
Van der Heijden wordt weleens gezien als de vertegenwoordiger van een generatie die na de oorlog opgroeide; dit in tegenstelling tot schrijvers als Harry Mulisch, Willem Frederik Hermans en Jan Wolkers die de Tweede Wereldoorlog tot een belangrijk motief in hun werk maakten.
Kern van het oeuvre van Van der Heijden is de cyclus 'De tandeloze tijd'. Oorspronkelijk was dit bedoeld als trilogie, maar werd uiteindelijk veel omvangrijker. Dit is kenmerkend voor het werk van Van der Heijden, dat zich tijdens het schrijfproces vaak gaandeweg anders ontwikkelt dan de oorspronkelijke bedoeling was. Zo zijn er al jaren vooraankondigingen van nieuwe romans die maar niet verschijnen, of groeien hoofdstukken soms uit tot complete romans.
Naast De tandeloze tijd kent het werk van Van der Heijden nog een andere romancyclus, Homo duplex, over een naamloze God die naar de aarde is gekomen om een wereldrevolutie te beginnen. Hoewel er nog geen gerangschikt deel van de cyclus is gepubliceerd, is er wel een omvangrijke proloog uitgekomen, De Movo Tapes, en de sleutelboeken Drijfzand Koloniseren en Mim. In maart 2007 verscheen het nader in de cyclus te plaatsen deel Het schervengericht. Binnen deze cyclus zijn er meer werken gepland.
Daarnaast publiceert hij tussendoor ook 'los' autobiografisch werk, onder andere in de vorm van dagboekaantekeningen en requiems, bijvoorbeeld over zijn vader, Asbestemming, over zijn moeder, Uitdorsten. De bekendste requiemroman van Van der Heijden is Tonio, naar aanleiding van het overlijden van zijn zoon.
Van der Heijden publiceerde aanvankelijk onder het pseudoniem Patrizio Canaponi (waaronder de verhalenbundel Een gondel in de Herengracht en de roman De draaideur). De cyclus Homo Duplex publiceerde hij aanvankelijk onder het pseudoniem A.F.Th. Latere drukken van delen uit deze cyclus verschenen weer onder zijn volledige naam.

## Inhoud en thema's van zijn werk
In de cyclus De tandeloze tijd staat Albert Egberts (deels alter ego van de schrijver zelf) centraal, maar gaandeweg treden er ook andere personen op de voorgrond. We volgen Albert vanaf zijn kindertijd in Brabant (Vallende ouders), tot zijn studententijd in Nijmegen en Amsterdam (De gevarendriehoek en Het hof van barmhartigheid) tot en met zijn ondergang als junkie in Amsterdam (Onder het plaveisel het moeras), maar maken tussendoor ook kennis met onder anderen de advocaat Ernst Quispel (Advocaat van de hanen) in de jaren tachtig, Alberts tante Tiny (De helleveeg) en de ontsporende reclameman Nico Dorlas (Kwaadschiks).
De tijdsbeleving is allesbehalve chronologisch en consistent in deze cyclus: die tijdsbeleving is juist het centrale thema ervan, zoals de naam al doet vermoeden. In deel I van De tandeloze tijd wordt het begrip 'leven in de breedte' geïntroduceerd: aangezien het leven 'in de lengte' niet te stoppen valt, moet het maar in de breedte worden gezocht. Door elk moment uit te spinnen, te verbreden, wordt gehoopt het leven waardevoller te maken. Dit is een leidmotief in zowel De tandeloze tijd als Homo duplex.
Regelmatig verwerkt Van der Heijden waargebeurde gebeurtenissen in zijn verhalen. In wat door sommige critici gezien wordt als zijn beste werk, Advocaat van de hanen, gebruikt hij de dood van de kraker Hans Kok in een politiecel als achtergrond. In Het schervengericht figureren de regisseur Roman Polanski en de (veronderstelde) moordenaar van diens vrouw, Charles Manson. Van der Heijden maakte bekend dat als er een nieuw deel van De tandeloze tijd zal verschijnen, dat waarschijnlijk over de moord op kraker en activist Louis Sévèke zal gaan.
Waar Van der Heijden in de cyclus De Tandeloze Tijd veelal putte uit zijn eigen leven, borduurt hij in de Homo duplex reeks verder op de Griekse mythen; Drijfzand koloniseren is een vrije bewerking van Sofokles' Thebaanse trilogie, de Labdaciden en Mim is een eigentijdse variatie op het verhaal van Oedipus. Eerder speelde Van der Heijden al met de Oedipus-mythe, in Advocaat van de hanen, waarin de advocaat uit de titel op zoek gaat naar een getuige van een moord.

## Persoonlijk

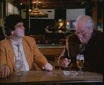
Van der Heijden met Baantjer (1992)

A.F.Th. van der Heijden is gehuwd met journaliste/schrijfster Mirjam Rotenstreich. Op 23 mei 2010 werd Van der Heijdens enige zoon Tonio (geb. 15 juni 1988) op de fiets aangereden door een auto. Kort na dit verkeersongeval overleed Tonio op 21-jarige leeftijd in een ziekenhuis in Amsterdam, in het bijzijn van zijn ouders. Op 26 mei 2011 verscheen van Van der Heijden het boek Tonio. Een requiemroman over dit verlies. Er werden in een jaar zo'n 100.000 exemplaren van verkocht. Het werk werd op 7 mei 2012 bekroond met de Libris Literatuurprijs en op 15 oktober 2012 met de NS Publieksprijs, waarbij het een kleine 40% van de ruim 70.000 uitgebrachte stemmen verwierf. In 2016 werd het verfilmd onder de titel Tonio, met Pierre Bokma in de hoofdrol.

## Prijzen
- 1979 – Anton Wachterprijs voor Een gondel in de Herengracht
- 1986 – Multatuliprijs voor De gevarendriehoek
- 1986 – F. Bordewijk-prijs voor De gevarendriehoek
- 1997 – Generale Bank Literatuurprijs voor Onder het plaveisel het moeras
- 1997 – De Gouden Uil Literatuurprijs voor Het Hof van Barmhartigheid & Onder het plaveisel het moeras
- 2003 – Schrijversprijs der Brabantse Letteren voor het gehele oeuvre
- 2007 – AKO Literatuurprijs voor Het Schervengericht
- 2008 – Tzumprijs voor de beste literaire zin voor een zin uit Mim
- 2009 – De Inktaap, literaire jongerenprijs van het Nederlandse taalgebied voor Het Schervengericht
- 2011 – Constantijn Huygensprijs voor zijn hele oeuvre
- 2012 – Libris Literatuurprijs voor Tonio
- 2012 – NS Publieksprijs voor Tonio
- 2013 – P.C. Hooft-prijs voor zijn hele oeuvre
- 2014 – Benoemd tot lid van de Akademie van Kunsten

## Vrijheid van de romanschrijver
Zanger en muzikant Peter Koelewijn spande in 2013 een rechtszaak aan naar aanleiding van de roman De Helleveeg. Hierin werd een viswinkel genoemd waarin de zaak van Koelewijns ouders te herkennen was. In het verhaal is boven de zaak een fictieve, niet met de winkel gelieerde illegale abortuspraktijk gevestigd. De rechter oordeelde over de vrijheid van een auteur om feiten en fictie te mengen. De schrijver werd in het gelijk gesteld.

## Lijstduwer
Voor de Europese Parlementsverkiezingen van mei 2014 stond Van der Heijden op de kandidatenlijst van de Partij voor de Dieren. Ook in 2017 stond Van der Heijden voor die partij op de kandidatenlijst.
Op 14 november 2018 maakte Van der Heijden bij Pauw echter bekend dat hij D66 stemt.

## Over A.F.Th. van der Heijden
- A.F.Th van der Heijden. Themanummer BZZLLETIN 179, oktober 1990. Den Haag: Stichting BZZTôH.
- Jan Brands, 'A. F.Th. van der Heijden. Gemankeerd leven omgesmeed tot heldendicht', SUN. Nijmegen, 1997. ISBN 9789063037895
- Jan Brands, 'Mijlpalen en millimeterwerk. Biografie van een oeuvre', Uitgeverij Querido, Amsterdam, 2021,